# Latemarspitze
Latemarspitze (také Östliche Latemarspitze, italsky Schenón) je se svou nadmořskou výškou 2800 m n. m. jedním z nejvýznamnějších vrcholů masivu Latemar v italských Dolomitech a je rovněž tak součástí světového dědictví Dolomity.

## Poloha a okolí
Vrchol Latemarspitze se nachází na hlavním hřebeni Latemaru, který zde tvoří hranici mezi autonomními provinciemi Jižní Tyrolsko na severu a Trentino na jihu. Leží východně od 2650 m vysokého masivu Latemar Grande Forcella, který jej odděluje od Latemartürmen (Campanili del Latemar) s nejvyšší horou masivu, věží Diamantiditurm (2842 m). Směrem na východ hřeben pokračuje k 2791 m vysokému Cornonu. Směrem na sever se hora svažuje ve strmých, asi 700 metrů vysokých skalních stěnách k rozsáhlým suťovým svahům Geplänku nad jezerem Karersee. Na mnohem plošší jižní straně převažují nad Valsordou, bočním údolím Val di Fiemme, suťové a škrapové terény. Stejně jako celý Latemar je i Latemarspitze tvořena zřetelně vrstevnatým schlernským dolomitem a výrazné strže a rokle na úbočí hory jsou z velké části způsobeny silně erodujícími vyvřelými horninami.
Vrcholový kříž Latemarspitze, viditelný z údolí, stojí mírně severozápadně od vlastního vrcholu na malém předvrcholu na hraně strmého severního srázu.

## Přístupnost
Latemarspitze je jedinou z vysokých hor Latemaru, která je přístupná po značených turistických stezkách, a proto patří k nejnavštěvovanějším horám masivu. Na Latemarspitze se dostanete z východu po značené vysokohorské stezce. Výchozími body pro tuto túru jsou rekreační osada Karersee v obci Welschnofen nebo průsmyk Karerpass (1745 m). Od západu vede od Große Latemarscharte stezka přes jihozápadní úbočí na vrchol. Přístup je možný z Obereggenu, části obce Deutschnofen, nebo z Reiterjochu (1983 m).
Jediným spravovaným útočištěm v oblasti je Rifugio Torre di Pisa (také Latemarhütte, 2671 m) v západním masivu Latemar. Kromě toho jsou k dispozici dvě bivakovací chaty: Bivacco Rigatti (2620 m) na Große Latemarscharte a Bivacco Latemar A. Sieff (2365 m) jižně od Diamantiditurme.

## Historie
Na Latemarspitze poprvé vystoupil 1. září 1884 augsburský horolezec Gustav Euringer s horským vůdcem Battistou Bernardem. Euringer se domníval, že hora je nejvyšším bodem masivu Latemar, a svůj omyl si uvědomil až na vrcholu, kde o rok později uskutečnil také prvovýstup na skutečně nejvyšší věž Diamantiturm. Euringer vystoupil na Latemarspitze strmou severní stranou obtížným a strmým žlabem. Tento výstup se opakoval jen zřídka a brzy začala převažovat jednodušší cesta jižním úbočím.

## Galerie

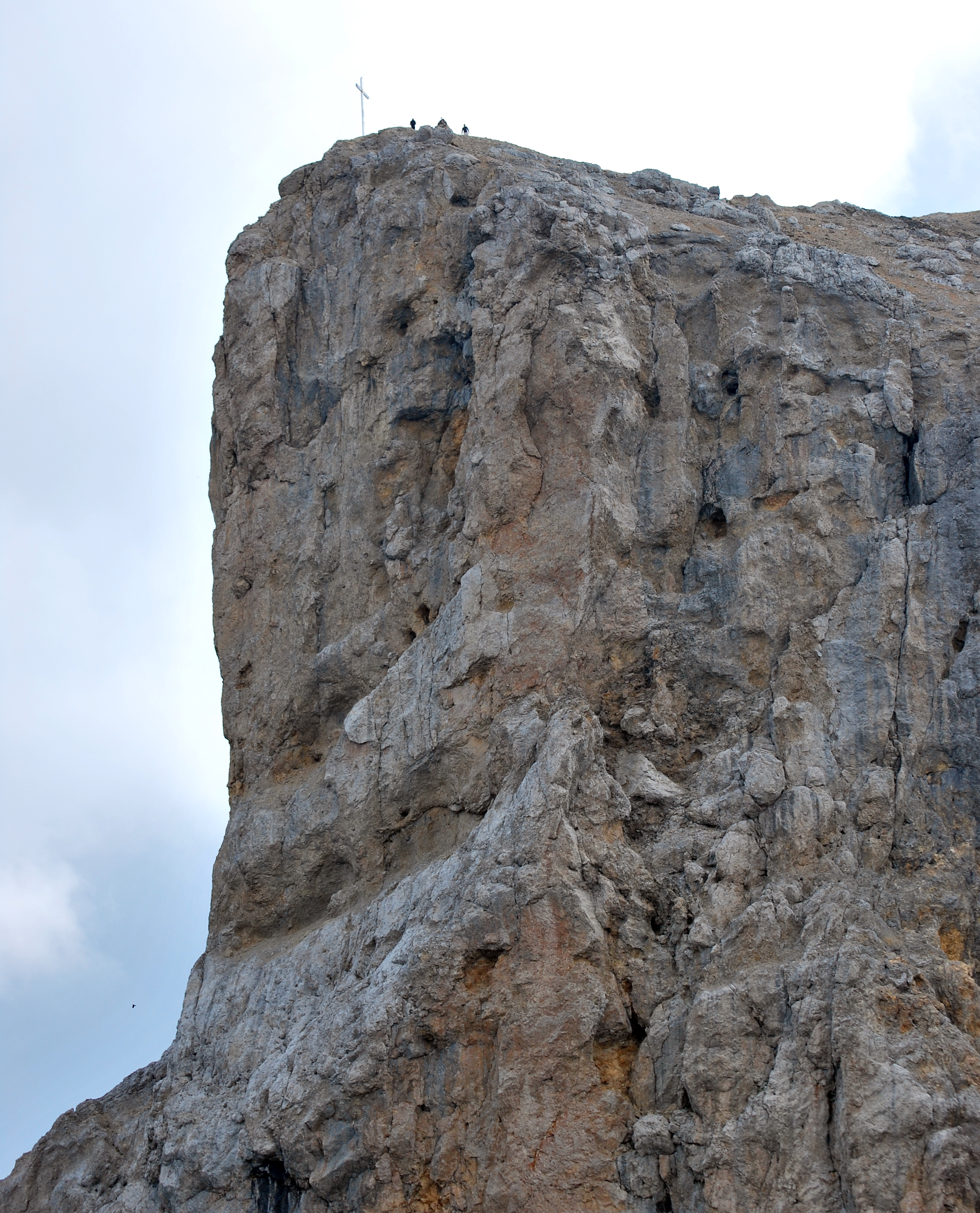
Latemarspitze - pohled z Große Latemarscharte
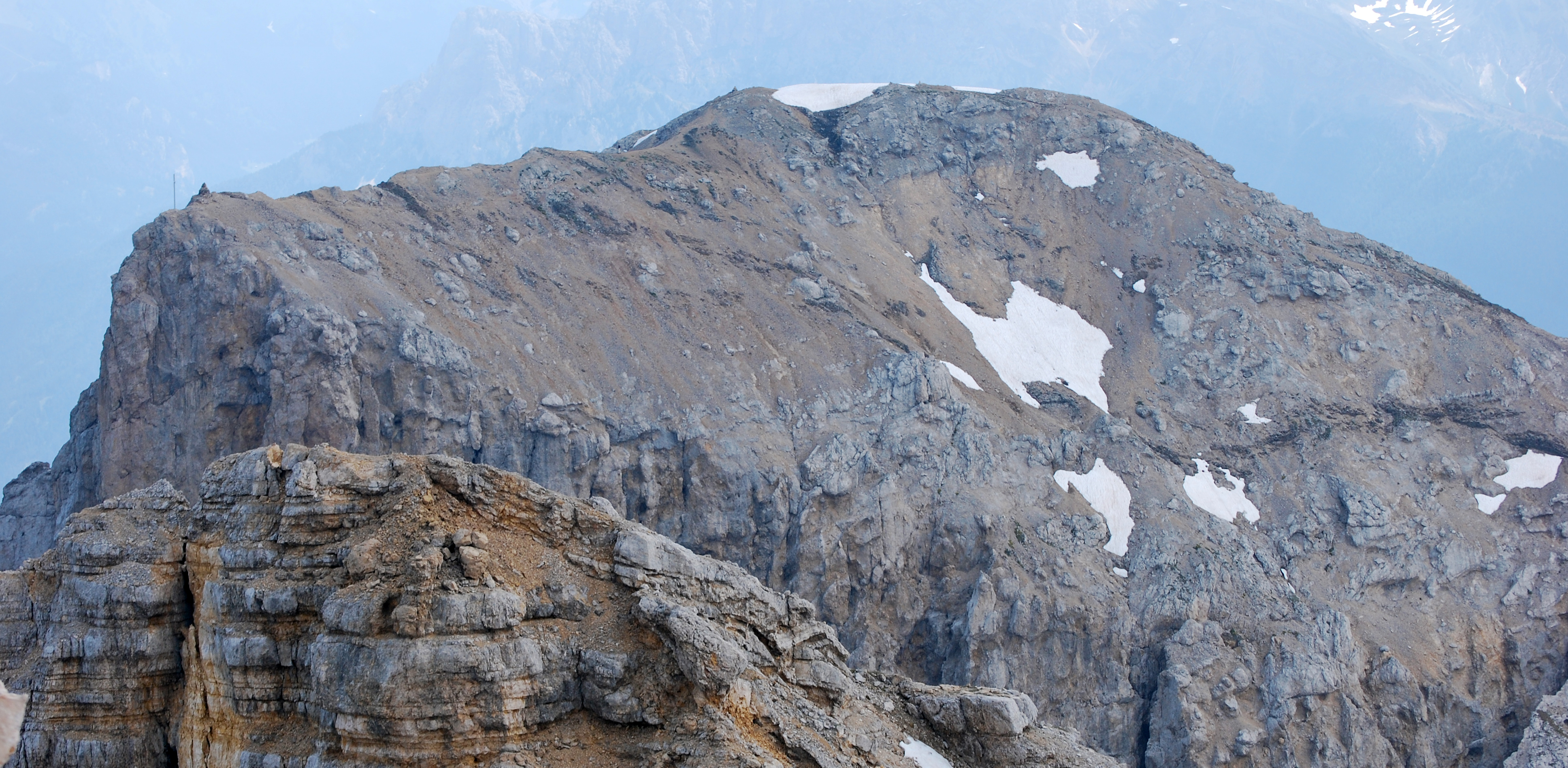
Latemarspitze - pohled od západu
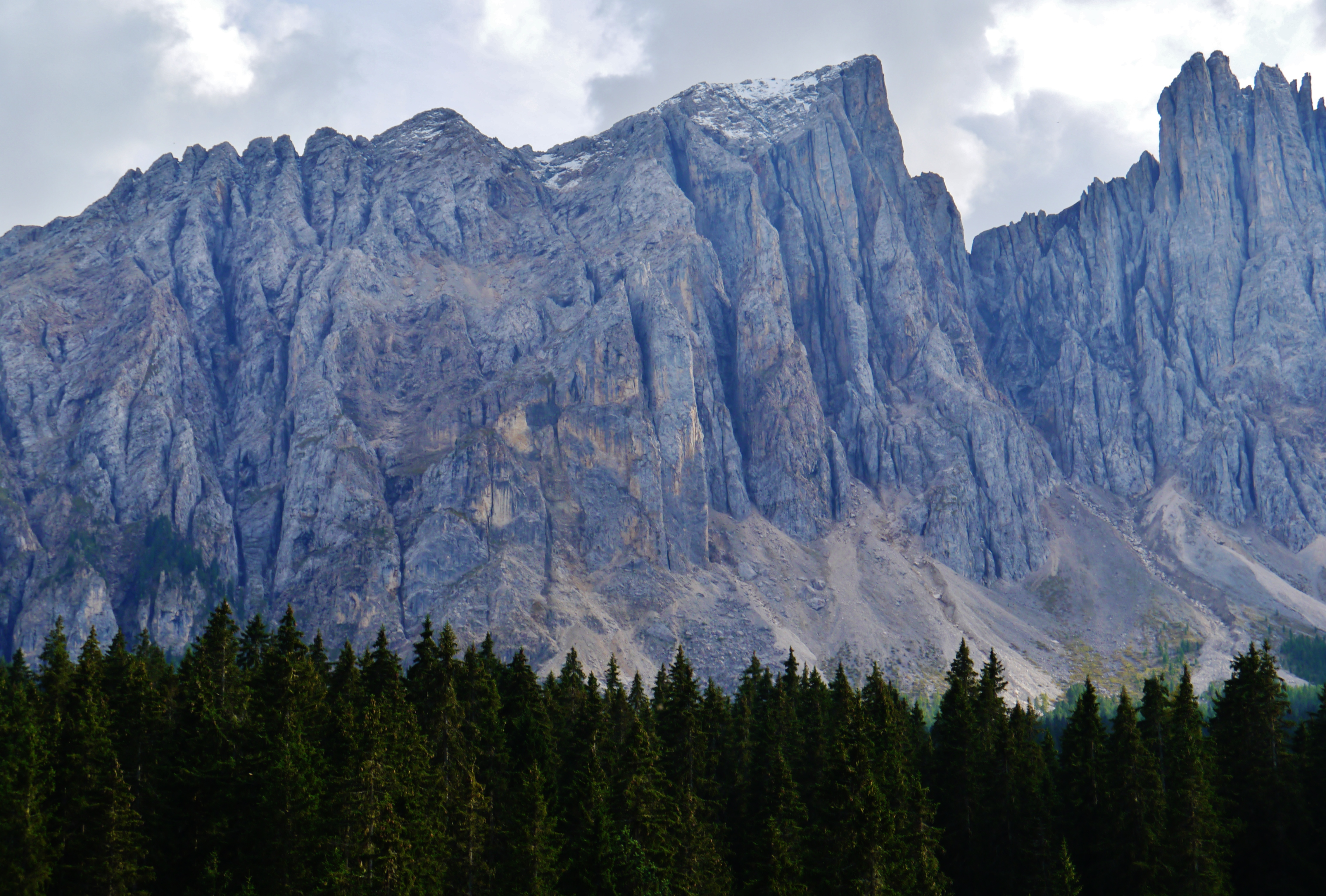
Latemarspitze od Welschnofenu